# 石黒エレナ
石黒 エレナ（いしぐろ えれな、1989年8月5日 - ）は、日本の女性モデルである。
東京都出身。株式会社BABYBOOの専属モデル。

## 略歴
株式会社BABYBOOの専属モデルとして2015年よりモデル業に専念。
2017年から2018年までスポーツブル「BULL'S STATION」の水曜日を担当。またRIZAPグループの下着メーカー「マルコ」のイメージキャラクターを務め、CMでは俳優の三浦翔平と共演していた。
2021年7月2日からは、同じ事務所の美葵さや加（旧名：小林沙弥香）と共に、八王子エフエムで冠番組を担当している。
2021年10月にはクリアデューCMにて芦田愛菜と共演。
2022年4月1日より、自身のラジオ冠番組八王子エフエム『石黒エレナのC'est la vie』にてメインパーソナリティを務める。

## 人物
- 趣味は映画鑑賞、音楽鑑賞、旅行など。特技は野球、バスケットボール、ダンス[6][7]。

## 活動

### イメージキャラクター等
- 2018年～現在：マルコ株式会社　イメージキャラクター
- 2021年度mic21アンバサダーモデル

### CM
- 2018年～2020年：ニチバン「ロイヒつぼ膏」「ロイヒクリームフェルビ」[8]

2018年
- サニクリーン「レンジフードフィルター」[TW 1]
- アデランス「レディスアデランス・ヘアアップα」[TW 2]
- パナソニック「コリコラン」[TW 3]

2019年
- アクセア[TW 4]
- 東京メトロ「安全。安心。メトロの目 輸送サービスの改善編」[TW 5]

2020年
- 2020年～2021年：五反田東急スクエア 広告&CMモデル[9]
- 山崎製パン「新しい朝に、新しい笑顔を。グッドモーニング編」[TW 6]
- アースインフィニティ[TW 7]
- 味の素AGF「ブレンディポーション」[TW 8]
- パラマウントベッド「楽匠プラスシリーズ」[TW 9]
- 四国水族館「妄想水族館ロマンス」[TW 10]

2021年
- アステリア「Pratio」[10]
- サイカ「アドバマゼラン・広告担当の課題編」[TW 11]
- 森永乳業「おいしいトマトヨーグルト」[TW 12]
- 名鉄不動産「メイツ東綾瀬・平日編」[TW 13]
- パワーオーク「家族と電気とBLUETTI・完璧な三角形編」[TW 14]
- 宝島社「GLOW」2021年8月号発売告知CM[TW 15]
- ドミノ・ピザ「デリバリーがお得に!編」[TW 16]
- バックチェック「面接編」[TW 17]
- 大塚商会企業CM「経営者編」[TW 18]
- わかちあいファンド[TW 19]
- セガトイズ「ディズニー&ピクサーキャラクターズ ドリームスイッチ2」[TW 20]
- しまむら「お手軽きれいニット」[TW 21]
- 三笠「絹のおもてなし」HPメインビジュアル
- プライムスター保育園 『子どものゆいと 30歳のゆい』 『ハートの種明かし』
- クリアデュー「クリアデューラボ篇」CM 芦田愛菜と共演
- 楽天グループ 25周年CM「ありがとうを、未来の力に。」 [11]
- クルマ売るならラビット ラビット公式チャンネル　アシスタント出演[12]

2022年
- デアゴスティーニ　「隔週刊 刺しゅうで楽しむ スヌーピー＆フレンズ」TVCM
- 味の素（株）「Smart Salt スマ塩 うま味やだしでおいしく減塩！ キラキラしてたーい！篇 CM 4」
- アクアクララWEBCM 「子育てアクアプラン」
- とりせんブランドムービーメインキャスト出演「episode3 気高き極マグロ」
- 花王 ワイドハイター EXパワー 「生乾きの雑菌臭も超すっきり篇 動画広告」
- RENOSY（リノシー）不動産投資_CM「紹介編」
- Capgemini What's Capgemini CM
- しまむら「お手軽きれいニット」PREMIUM「夏も！お手軽きれいニット」
- VIVINUS uptoクリームヘアカラー パッケージモデル&WebMovie出演
- ALPHAPIER　Spring＆Summer　Collection2022
- 銀座に志かわ「水にこだわる高級山型食パン」
- ヤマハ発動機 「さあ、自分らしさを探しに行こう。」
- HERBALQ（ハーバルキュー）メインモデル「至福の温エステ体験をご自宅で」

### 雑誌
- 美容雑誌VOCE2022年5月号　CELLRETURN LED Mask［Platinum］

### ラジオ
- 2021年7月2日～：八王子エフエム『石黒エレナと美葵さや加のフライデーナイト』メインパーソナリティ[4]
- 2022年4月1日～八王子エフエム『石黒エレナのC'est la vie』メインパーソナリティ

### その他
- 2013年、2014年：キリンビールのキャンペーンガール「キリンジョッキーズ」[13][14]
- 2014年～2016年：三栄書房「GOLF TODAY」GTバーディーズ[15]
- 2016年：東京オートサロンイメージガール「A-class」[16]
- 2017年～2018年：スポーツブル「BULL'S STATION」水曜日キャスター[2]
- 2017年～現在：マルコイメージキャラクター[3]
- 2018年～：AIRDO機内安全ビデオ出演[TW 22]
- 2019年～：三笠「絹のおもてなし」広告モデル[17]
- 2020年：グラフィコ「ピンクの温感パッチシリーズ」パッケージモデル[18]
- 2021年：グラフィコ「こりキュンシリーズ」パッケージモデル[TW 23]
- 2022年：VIVINUS uptoクリームヘアカラー パッケージモデル[19]

### SHOW
- ARIMINO FUTURE’S ROAD「DESIGN POWER2017」TONI&GUY 2018 COLLECTION（2017年11月14日、東京流通センターFホール）- ショーモデルとして出演
- Rakuten Girls Award2018A/W（2018年9月16日、幕張メッセ）[2][20]
- MARUKO　CinderellaStoryAward 2021　審査員として出演。ショーモデルも務める。[21]

### 音楽
- 2015年：アイドルユニット「JASPER」[22][23]
- 2016年1月：「TOKYO AUTOSALON 2016 presents EVOLUTION #12」（オートサロン会場限定販売）
  - 曲名『Let's Get A Party Time!』『Jumpin' -2016 Version-』

### レースクイーン
- 2013年：グッドスマイルレーシング「レーシングミクサポーターズ」[6][7][24]
- 2014年：RAYBRIGレースクイーン（相方は遠藤ゆきえ[25]）

#### ツイート
1. ↑  BABY BOO [@BABYBOOCorp] (5 September 2018). “石黒エレナ レンジフードフィルターTVCM（15秒）「ペットも喜ぶサニクリーン編」”. X（旧Twitter）より2021年11月14日閲覧.
2. ↑  BABY BOO [@BABYBOOCorp] (6 September 2018). “出演：石黒エレナ 美容部員役として出演させて頂きました!! CMレディスアデランス”. X（旧Twitter）より2021年11月14日閲覧.
3. ↑  BABY BOO [@BABYBOOCorp] (15 October 2018). “コリコラン川柳～肩コリ・腰コリ篇～【パナソニック公式】弊社専属モデル・石黒エレナ出演中です!”. X（旧Twitter）より2021年11月14日閲覧.
4. ↑  石黒エレナ [@Elena_or_Erena] (27 June 2019). “ACCEA様の30秒CMに出演させて頂いております”. X（旧Twitter）より2021年11月14日閲覧.
5. ↑  BABY BOO [@BABYBOOCorp] (9 October 2019). “弊社専属の石黒エレナが東京メトロのCMに出演致しました!”. X（旧Twitter）より2021年11月14日閲覧.
6. ↑  石黒エレナ [@Elena_or_Erena] (7 January 2020). “山崎製パンのCM「グッドモーニング」編にちょこっとではありますが出演させて頂きました”. X（旧Twitter）より2021年11月14日閲覧.
7. ↑  石黒エレナ [@Elena_or_Erena] (10 January 2020). “新電力会社 アースインフィニティ様 CMに出演させて頂いております”. X（旧Twitter）より2021年11月14日閲覧.
8. ↑  BABY BOO [@babyboocorp] (8 July 2020). “弊社専属の石黒エレナがAGF様CMに出演中です!”. X（旧Twitter）より2021年11月14日閲覧.
9. ↑  BABY BOO [@BABYBOOCorp] (25 August 2020). “弊社専属の石黒エレナががパラマウントベッド 楽匠プラスシリーズに出演致しました!”. X（旧Twitter）より2021年11月14日閲覧.
10. ↑  石黒エレナ [@Elena_or_Erena] (27 November 2020). “出演させて頂きました 水族館のCMとは思えない様なコミカルな演出になっています”. X（旧Twitter）より2021年11月14日閲覧.
11. ↑  BABY BOO [@BABYBOOCorp] (19 March 2021). “弊社専属の石黒エレナが出演致しました! アドバマゼラン「広告担当の課題」篇（サイカ）”. X（旧Twitter）より2021年11月14日閲覧.
12. ↑  石黒エレナ [@Elena_or_Erena] (23 April 2021). “森永おいしいトマトヨーグルトに出演させて頂きました”. X（旧Twitter）より2021年11月14日閲覧.
13. ↑  石黒エレナ [@Elena_or_Erena] (2 June 2021). “名鉄不動産 メイツ東綾瀬〈平日篇〉に出演させて頂きました”. X（旧Twitter）より2021年11月14日閲覧.
14. ↑  石黒エレナ [@Elena_or_Erena] (21 June 2021). “BLUETTIブランドCM「家族と電気とBLUETTI · 完璧な三角形」に出演させて頂きました”. X（旧Twitter）より2021年11月14日閲覧.
15. ↑  石黒エレナ [@Elena_or_Erena] (28 June 2021). “GLOW8月号TVCMに出演させて頂きました♥”. X（旧Twitter）より2021年11月14日閲覧.
16. ↑  石黒エレナ [@Elena_or_Erena] (20 July 2021). “ドミノ・ピザ「デリバリーがお得に!」（15秒） ずっと出演したかったCMに出演させて頂きました♥”. X（旧Twitter）より2021年11月14日閲覧.
17. ↑  BABY BOO [@BABYBOOCorp] (2 August 2021). “弊社専属の石黒エレナが出演致しました! バックチェックCM「面接編」（30秒）”. X（旧Twitter）より2021年11月14日閲覧.
18. ↑  石黒エレナ [@Elena_or_Erena] (7 September 2021). “大塚商会企業CMに出演させていただきました 経営者篇/30秒”. X（旧Twitter）より2021年11月14日閲覧.
19. ↑  BABY BOO [@BABYBOOCorp] (1 October 2021). “弊社専属の石黒エレナと芹澤一ががTVCMに出演致しました!是非ご覧ください「わかちあいファンド」”. X（旧Twitter）より2021年11月14日閲覧.
20. ↑  BABY BOO [@BABYBOOCorp] (28 October 2021). “石黒エレナがディズニー&ピクサーキャラクターズ「Dream Switch2」（ドリームスイッチ2）に出演しました!ご覧ください”. X（旧Twitter）より2021年11月14日閲覧.
21. ↑  BABY BOO [@BABYBOOCorp] (12 November 2021). “弊社所属の石黒エレナが出演致しました!是非ご覧ください 「しまむら お手軽きれいニット」”. X（旧Twitter）より2021年11月14日閲覧.
22. ↑  BABY BOO [@BABYBOOCorp] (13 December 2018). “弊社専属モデル・石黒エレナ出演いたします!・・・株式会社AIRDO様は、10年ぶりに機内安全ビデオを刷新し就航20周年を迎える今年12月20日より上映を開始します!”. X（旧Twitter）より2020年2月8日閲覧.
23. ↑  BABY BOO [@BABYBOOCorp] (17 August 2021). “弊社専属の石黒エレナががパッケージモデルとして出演しております! グラフィコ「こりキュン　鎮痛消炎ミニ温膏 A」「こりキュン　ローション」”. X（旧Twitter）より2021年11月14日閲覧.